# 2019 EF6
2019 EF6 est un centaure mal connu ayant un arc d'observation de 4 observations.